# Station Opole Gosławice
Station Opole Gosławice is een spoorwegstation in de Poolse plaats Opole.